# Саглам, Якуп
Якуп Саглам (англ. Yakup Saglam; род. 10 марта 1977) — немецкий боксёр-профессионал, турецкого происхождения, джорнимен, выступающий в тяжёлой весовой категории.
Среди профессионалов действующий чемпион мира по версии Германской боксёрской ассоциации (GBA), действующий обладатель титула интернационального чемпиона Германии в тяжёлом весе.
Лучшая позиция по рейтингу BoxRec — 78-я (январь 2022) и является 8-м среди немецких боксёров тяжёлой весовой категории, — входя в ТОП-100 лучших тяжёловесов всего мира.

## Любительская карьера
В любительских соревнованиях весомых достижений не имеет.

## Профессиональная карьера
На профессиональном ринге Саглам дебютировал 10 сентября 2006 года в возрасте 29 лет, большинство боёв провёл в Германии. Обладает сильным поставленным ударом справа. С серьёзными соперниками, способными обозначить его недостатки, по состоянию на 10.09.2008 года не встречался.

### 2006—2007 годы
В 2006 году после сентябрьского дебюта Саглам успел провести ещё два боя, уверенно нокаутировав всех своих оппонентов. Однако следующее появление Якупа в ринге состоялось только в июне 2007 года. Находясь в откровенно плохой форме, он не смог досрочно закончить поединок с соотечественником Штефаном Бауманном. Впрочем, последующие выступления Саглама убедили в том, что все неурядицы этнического турка остались в прошлом. Якуп за счёт увеличения мышечной массы серьёзно прибавил в весе, не утратив при этом достаточно неплохой скорости передвижения по рингу. Ну, а «ударная» правая рука боксёра продолжала исправно нести свою службу — до конца года Саглам нокаутировал опытных бойцов с постсоветского пространства Игоря Шукалу, Валерия Семишкура и Романа Даболинса.

### 2008 год
Первую половину 2008 года Якуп провёл в лучших традициях боксёров, стремящихся как можно быстрее обеспечить себе солидный послужной список ради последующего выхода на серьёзные бои с квалифицированными соперниками. За неполные пять месяцев Саглам появлялся на ринге шесть раз, завоевав при этом свои первые титулы в профессиональном боксе.

#### 23 февраля 2008 годаЯкуп Саглам —Сердал Уйсал
- Место проведения:  «Штадтхалле», Вестербург, Рейнланд-Пфальц, Германия
- Результат: Победа Саглама техническим нокаутом в четвёртом раунде десятираундового боя
- Статус: Бой за звание чемпиона мира по версии GBA
- Рефери: Франк Оттених
- Вес: Саглам — 103,0 кг; Уйсал — 102,0 кг

После лёгкой январской победы над румыном Телечаном Саглам получил право сразиться за звание чемпиона мира по версии Германской боксёрской ассоциации (GBA) c турецким боксёром Сердалом Уйсалом. В бою турок так и не смог пробиться на оптимальную для него дистанцию, то и дело натыкаясь на жёсткие встречные попадания Якупа. Уйсал самоотверженно продержался почти четыре раунда, но затем общий тоннаж пропущенных им ударов перевалил за критическую отметку, и Саглам убедительно оформил свою победу техническим нокаутом.
После поединка с турецким боксёром Якуп не снизил активности, нокаутировав в двух последующих боях в первом же раунде украинца Милейко и немца Эреная и оказался в числе претендентов на вакантный титул интернационального чемпиона Германии.

#### 26 апреля 2008 годаЯкуп Саглам —Сергей Бабич
- Место проведения:  «Спор Салон», Трабзон, Турция
- Результат: Победа Саглама вследствие отказа соперника продолжать поединок в пятом раунде десятираундового боя
- Статус: Бой за звание интерконтинентального чемпиона Германии
- Рефери: Арно Покрандт
- Вес: Саглам — 102,9 кг; Бабич — 140,4 кг

Чемпионский поединок состоялся в Турции. Соперником Саглама оказался огромный украинец Сергей Бабич, имевший к тому времени на своём счету 10 побед при одном поражении в одиннадцати проведённых профессиональных боях. Якуп едва ли не впервые в карьере столкнулся с бойцом, превосходящим его в росте, однако данный факт ничуть не смущал немецкого боксёра. Саглам опережал массивного украинца за счёт лучшей работы ног, удачно уходил от его тяжёлых атак и продуктивно нападал сам. В четвёртом раунде под воздействием мощных ударов Якупа у Бабича открылось серьёзное рассечение, и на пятый по счету трёхминутный отрезок боя Сергей не вышел.
Таким образом, за два месяца Саглам завоевал два чемпионских пояса, пусть даже и не имеющих большого веса в мире профессионального бокса.
До конца года Якуп успел провести ещё четыре боя и одержать в них четыре победы нокаутом. Правда, в данных поединках Саглам не отстаивал принадлежащих ему титулов, встречаясь с откровенно слабыми соперниками.